# Magnapinna atlantica
Magnapinna atlantica is een inktvissensoort uit de familie van de Magnapinnidae. De wetenschappelijke naam van de soort werd voor het eerst geldig gepubliceerd in 2006 door Vecchione en Young.